# 1 E8 m³
Za lažjo predstavo redov velikosti različnih prostornin je tu seznam prostornin med 108 m³ in 1 km³.
- manjše prostornine

- 100 milijonov m³ (kubičnih metrov) je enako ...
  - 0,1 km³
  - prostornini kocke s stranico dobrih 464 m
  - prostornini krogle s polmerom 288 m
- 101 milijonov m³ -- prostornina rezervoarja Grimsel
- 173 milijonov m³ -- prostornina švicarskega jezera Baldegg
- 205 milijonov m³ -- prostornina izkopanega materiala med gradnjo Panamskega prekopa
- 260 milijonov m³ -- prostornina izkopanega premoga v Premogovniku Velenje od leta 1875 do 2023
- 285 milijonov m³ -- prostornina švicarskega jezera Halwill
- 320 - 335 milijonov m³ -- prostornina Kitajskega zidu
- 693 milijonov m³ -- prostornina švicarskega jezera Murten
- večje prostornine